# 張皇后 (漢恵帝)
張皇后（ちょうこうごう）は、前漢の恵帝の皇后。父は趙王にも一時封じられていた宣平侯張敖。母は高祖劉邦と呂后の娘で恵帝の同母姉である魯元公主。名は不詳だが、嫣という説もある。これは清の時代の香艶叢書「老狐談歴代麗人記」で明の懿安皇后張氏と混同された作り名のにおいが強い。

## 略歴
魯元公主は張敖に降嫁して娘と男子張偃を産んだ。劉邦が死去して恵帝が即位すると、呂后は春秋の例に固執して自らの血縁者同士のつながりを固めようとし、恵帝4年10月（前192年11月）に恵帝の姪である張氏を皇后に立てた。
呂后はこの張皇后に恵帝の子を産ませようと手を尽くしたが恵帝は皇后を臨幸しようとしなかった。そこで、妊娠したと偽らせ、後宮の美人（妃嬪の称号）の産んだ子を皇后の子として皇太子に立て、その子の実母は殺した。
恵帝7年（前188年）に恵帝が死去すると、その皇太子（前少帝）が即位したが、彼はその後自分が張皇后の子ではなく、実母は殺されたことを知り、呂后を恨むようになった。そこで呂后は高后4年（前184年）に彼を廃位して常山王劉弘を皇帝に立てた（少帝弘）。
高后8年（前180年）、呂后が死亡すると陳平・周勃ら大臣が呂氏を滅ぼし、少帝弘を廃して高祖の子である代王劉恒を皇帝に迎えた（呂氏の乱）。これが文帝である。呂氏や少帝弘らは殺されたが、張皇后は廃されて北宮に幽閉されるに留まり、文帝後元年（前163年）に死亡した。恵帝の安陵に葬られたが、墳墓は作られなかった。

## 張皇后が登場する作品
テレビドラマ
- 『劉邦の大風歌 -漢建国記-』（2009年、中国、演：夏露）
- 『美人心計〜一人の妃と二人の皇帝〜』（2012年、中国、演：スー・チン（中国語版））